# 27344 Vesevlada
27344 Vesevlada là một tiểu hành tinh vành đai chính với chu kỳ quỹ đạo là 1564.6200466 ngày (4.28 năm).
Nó được phát hiện ngày 26 tháng 2 năm 2000.